# Psammisia amazonica
Psammisia amazonica är en ljungväxtart som beskrevs av J.L. Luteyn. Psammisia amazonica ingår i släktet Psammisia och familjen ljungväxter. Inga underarter finns listade i Catalogue of Life.